# Mercedes-Benz Bussar

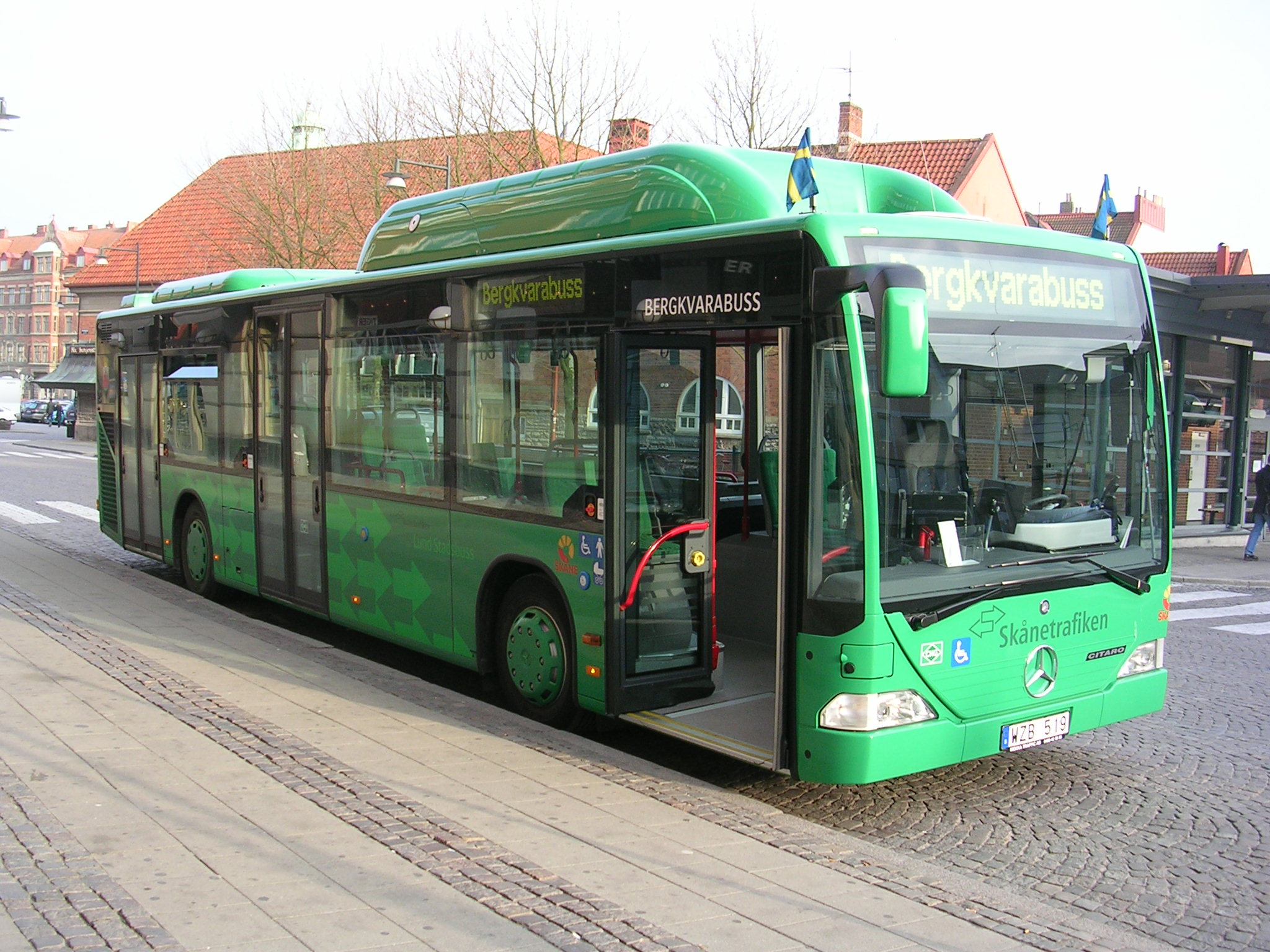
Mercedesbuss av modellen Citaro som stadsbuss i Lund

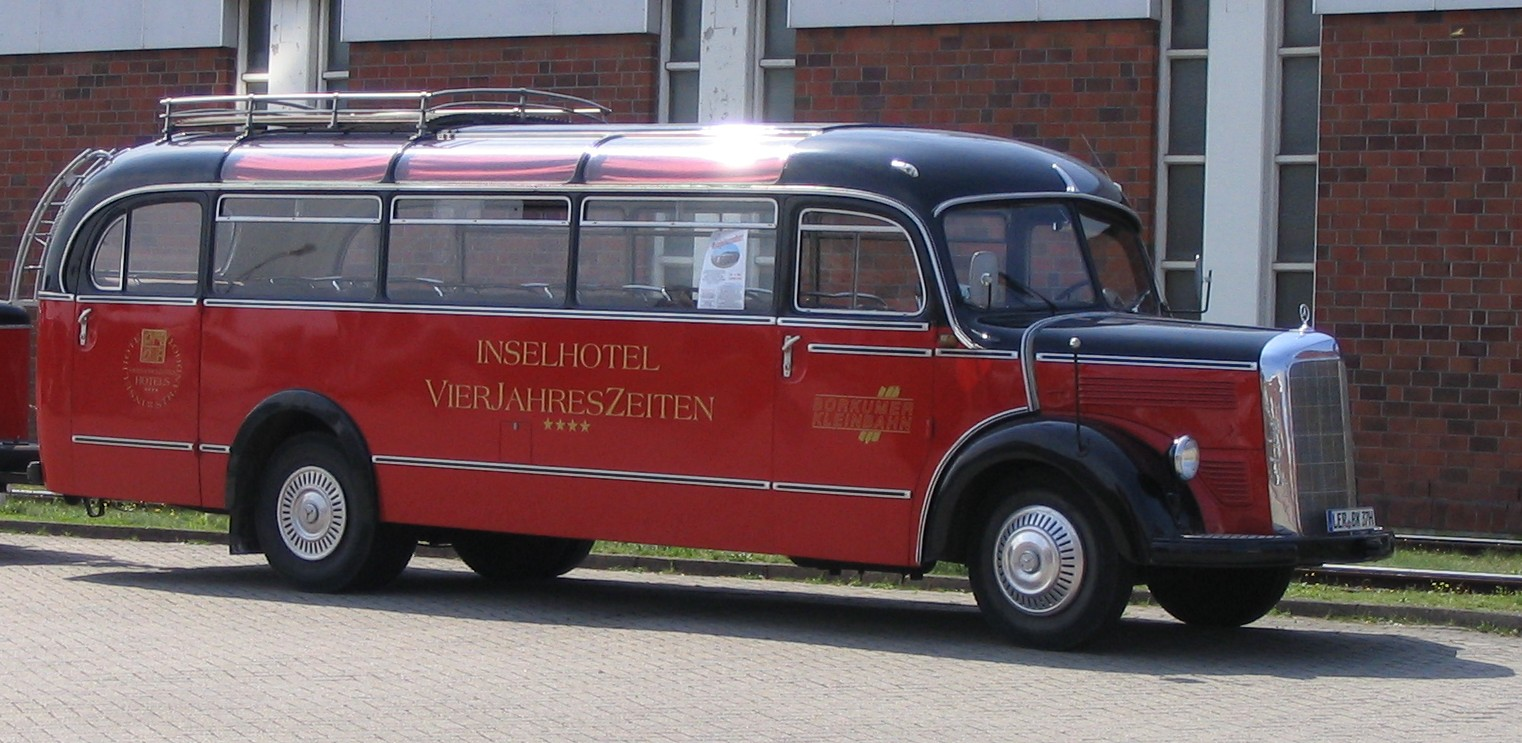
Mercedes-Benz O 3500

Mercedes-Benz-bussar, tyska Mercedes-Benz-Bus är en del av Daimler AGs dotterbolag EvoBus.

## Historia
Företaget har sitt ursprung i Daimler-Motoren-Gesellschaft (DMG) och Benz & Cie. som började tillverka bussar 1896 respektive 1895.
1995 tog Daimler-Benz över Kässbohrers busstillverkning som marknadsfördes under namnet Setra. Ett nytt bolag skapades under namnet EvoBus som idag står för tillverkningen av bussar under namnen Mercedes-Benz och Setra.